# Чинкуеда

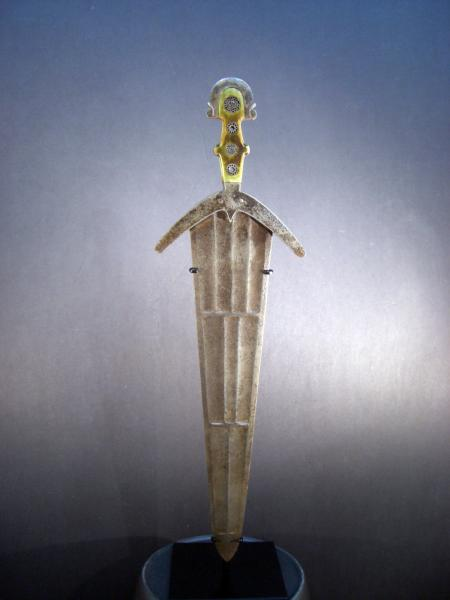
Чинкуеда

Чинкведе́я (італ. cinquedea, МФА: [ˌtʃin.kweˈdɛ.a] — «п'ять пальців»), анелас (anelas, anlace) — зброя, що за різними класифікаціями належить як до мечів, так і до кинджалів. Чинкведея це кинджал (меч) з коротким клином трикутної форми. Чинкведея була розповсюджена в північній Італії в період з 1450 по 1550 роки. Використовувалася містянами як зброя самозахисту. Вона була зручна при носінні та в застосуванні на близькій дистанції. З'явившись у Флоренції та Венеції, ця зброя швидко поширилася по всій Італії і Франції, а потім полюбилася жителям німецьких міст, де її ще називали «воловий язик».
Чинкведея має кілька характерних особливостей, які виділяють її серед інших видів зброї. Її ле́зо, що має широку основу (звідти і походить її назва «п'ять пальців»), різко звужується до вістря. Ще однією характерною особливістю є її велика вага. Лезо часто мало кілька долів. Гарда її була зігнута до вістря.
Деякі чинкведеї мають дуже маленькі розміри, з довжиною леза тільки 15 см, інші кинджали — більші, вже з 20-сантиметровим клинком; але основна частка цих старовинних італійських кинджалів має величезний значний клинок до 45 см, шириною в місці з'єднання з руків'ям приблизно у 9 або 10 см
. Дуже часто чинкуеда мала клинок що проходив воронування, з протравленим малюнком і прикрашений позолотою. Чинкуеда остаточно вийшла з використання в другій половині XVI ст. в зв'язку з широким розповсюдженням серед дворян шпаг, а серед простого народу — простих кинджалів.